# Elliðaey (Isole Vestmann)
Elliðaey (chiamata anche Ellirey) è un'isola situata a sud delle coste dell'Islanda; fa parte dell'arcipelago delle Vestmann, delle quali è la terza per dimensioni, con 0,45 km².
Si formò forse in seguito ad un'eruzione vulcanica, stimata di dimensioni di 5-6 volte maggiori di quella che originò l'isola di Surtsey. L'isola è quasi interamente ricoperta da manto erboso ed è casa di esemplari di pulcinella di mare.
L'isola è disabitata (solo la maggiore delle Vestmann, Heimaey, è popolata), tuttavia ospita alcuni edifici che fungono da capanno di caccia e da sauna, di proprietà della Ellidagrim Islands Society.
Svariate fonti riportano che il governo islandese propose di donare l'isola alla cantante Björk, come ringraziamento per i suoi servizi alla nazione; l'isola in questione è in realtà un'altra, omonima, Elliðaey, situata nel Breiðafjörður.